# تپه یله قارشو
تپه یله قارشو مربوط به دوره اشکانیان - دوره ساسانیان است و در شهرستان میانه، بخش مرکزی، دهستان گرمه جنوبی، ۶۰ متری جنوب روستای یله قارشو واقع شده و این اثر در تاریخ ۲۷ اسفند ۱۳۸۷ با شمارهٔ ثبت ۲۶۴۳۸ به‌عنوان یکی از آثار ملی ایران به ثبت رسیده است.